# Kram (zespół muzyczny)

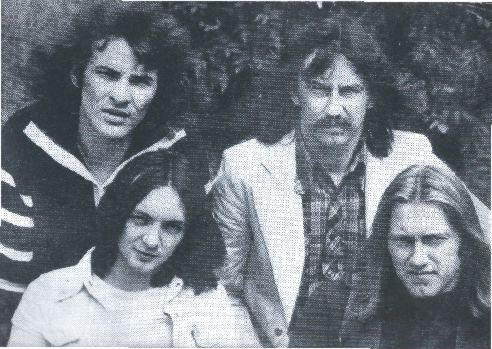
Kram latem 1978, od lewej (tył)): Ryszard Pokorski, Wojtek Nowak, (przód) Andrzej Wilklisz, Roman Konigsmann

Kram – polski zespół wokalno-instrumentalny założony w lipcu 1971 roku w Szczecinku. Formację tworzyli: Ryszard Pokorski (gitara, wokal), Roman Konigsmann (gitara basowa, wokal) i Wojciech Nowak (perkusja), którzy grywali w amatorskich zespołach Pomorza. Jesienią tego samego roku skład poszerzony został o Andrzeja Wilklisza (instrumenty klawiszowe) i Barbarę Ostrowską (starszą siostrę Małgorzaty Ostrowskiej) – flet, wokal.

## Debiut

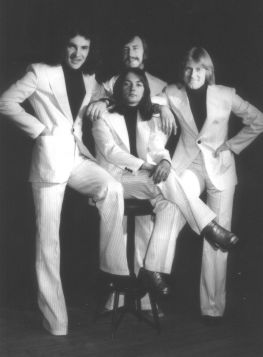
Kram w klubie studenckim Karuzela w Warszawie jesienią 1976 roku

Kram zadebiutował na VIII Ogólnopolskim Przeglądzie Piosenkarzy i Zespołów Amatorskich w Jeleniej Górze. Mając za sobą pierwsze nagrania radiowe dla Rozgłośni Polskiego Radia w Koszalinie zespół wystąpił na IV Przeglądzie Amatorskich Grup Muzycznych w Chodzieży.

## Dalsza kariera
Zespół wziął udział w III Festiwalu Młodzieżowej Muzyki Współczesnej w Kaliszu (1-4 marca 1973).
Formacja nie zdobyła większej popularności, mimo udziału w festiwalu opolskim i koncertach z grupami: Niemen, Omega, Skaldowie, SBB, Skorpio.
W 1975 roku grupa nagrała płytę LP Biała sowa, biała dama, biały kruk, która sprzedała się w nakładzie 40 000 w ciągu 3 miesięcy. Kram zaprezentował się na albumie jako zespół zafascynowany filadelfijskim brzmieniem i muzyką reggae.
Poza najbardziej znanym utworem Ryszarda Pokorskiego Nasze Kung Fu, na płycie ukazały się również utwory takie, jak Zabita Woda, znana wcześniej z Opola, czy Zamówię Cię Różą dosyć często prezentowana w programach TVP. Od 1976 roku grupa występowała pod auspicjami Agencji Koncertowej PSJ.
Zespół grał koncerty z węgierskimi formacjami General i Piramis. W roku 1977 nagrał płytę z General Girls.
W latach 1976–1978 Kram uczestniczył w trzech Musicoramach i Super-Arenie oraz koncertował w ZSRR, NRD i na Węgrzech z wokalistą Stefanem Zachem. W 1979 roku Kram nagrał muzykę do piosenek Zacha w tym największy przebój tego artysty Pyłem księżycowym do wiersza Konstantego Gałczyńskiego, muzyki Ryszarda Pokorskiego.
Od 1981 Kram kontynuował działalność w klubach NRD i RFN.

## Lata późniejsze
Ryszard Pokorski w 1993 roku wydał solowo jako "Stop Band" kasetę "Góralka" (Elbo), pozostali muzycy występowali w klubach Niemiec i Skandynawii.
W 1995 roku kwartet reaktywował się koncertując w Norwegii oraz nagrywając drugą w swojej karierze płytę tym razem CD Kolory twarzy, w której nagraniu poza muzykami Kramu udział wziął wokalista Tomasz Ziubiński, będący jednocześnie autorem większości tekstów na tej płycie.
Ostatni w dotychczasowej karierze zespołu koncert miał miejsce w rodzinnym Szczecinku z okazji wręczenia zespołowi Nagrody Miasta Szczecinka 2001 "Szczecinecki Gryf swoim dzieciom".

## Albumy muzyczne
- 1995 – Kolory twarzy (CD)
- 1975 – Biała sowa, biała dama, biały kruk (LP)

## Nagrody
- 2001 – Nagroda Miasta Szczecinka